# Kateng
Kateng is een bestuurslaag in het regentschap Centraal-Lombok van de provincie West-Nusa Tenggara, Indonesië. Kateng telt 6987 inwoners (volkstelling 2010).